# Vicente López Rosat
Vicente López Rosat (València, 28 d'abril de 1925 – 10 de novembre de 2003) fou un metge i polític valencià, alcalde de València de 1969 a 1973.
S'especialitzà en neuropsiquiatria. Fou membre de la Societat Espanyola de Neuropsiquiatria, director del sanatori psiquiàtric Pare Jofré de València i cap de servei de psiquiatria de la Diputació de València.
Simpatitzant de la Falange Espanyola, amb 17 anys s'allistà en la División Azul, i quan tornà arribà a ser cap del SEU i cap local del Movimiento Nacional. Durant uns anys fou regidor d'educació de l'Ajuntament. Fou nomenat alcalde de València entre setembre de 1969 i novembre de 1973, i procurador en Corts Espanyoles entre abril de 1970 i novembre de 1973.
Durant el seu mandat com a alcalde es va inaugurar el 22 de desembre de 1969 el nou cabal del Túria, tot urbanitzant la devesa del Saler, i va expropiar les terres per a construir la nova Universitat Politècnica de València. López Rosat va deixar l'alcaldia després de diferències amb l'aleshores governador civil de València, l'alcoià Enrique Oltra Moltó.
Va morir el 10 de novembre de 2003 a la ciutat de València. Fou fill adoptiu de Xestalgar, municipi que l'honrà batejant un carrer amb el nom de López Rosat.